# Viareggio–Firenze-vasútvonal
A Viareggio–Firenze-vasútvonal (olaszul: Ferrovia Viareggio-Firenze) egy 1848 és 1890 között épült vasútvonal, amely a toszkániai Firenzét, Pratót, Pistoiát, Luccát és Viareggiót kötötte össze. Az első, Firenzéből Pistoia felé vezető szakaszt (amely akkoriban a toszkánai Nagyhercegséghez tartozott) a Bourbon–Szicíliai Mária Antónia toszkánai nagyhercegné, II. Lipót toszkánai nagyherceg felesége tiszteletére nevezték el, akit már a Firenzéből Livornóba vezető Leopolda-vasút elnevezésével is tiszteltek. A vasútvonal teljesen villamosított, 3000 V egyenfeszültséggel. A személyforgalmat a Trenitalia bonyolítja.

## Története
A fiatal II. Lipót herceg liberális volt és érdeklődött a technológiai fejlődés iránt, így bár a kezdeményezést a magánszektorra bízta, támogatta az első olasz vasutak megszületését. Ugyanabban az időszakban, amikor a Livorno és Firenze közötti Leopolda-vasútvonal fejlesztése zajlott, támogatta a Maria Antonia-vasútvonal tervezését és megvalósítását. 1845-ben közzétették a Maria Antonia vasút Firenzéből Pratóba és Pistoiába történő megépítését célzó társaság alapító okiratát.
1848. február 3-án adták át a vonalat a forgalomnak Firenze és Prato között, a Maria Antonia állomással együtt, amelyből végül Stazione di Firenze Santa Maria Novella állomás lett. A vonal 1851-ben elérte Pistoia városát. 1859. február 3-án a Luccából épülő vonal egy szakasza a Serravalle-alagútnál csatlakozott a Pistoia felől érkező vonalhoz. Ez csatlakozott a Pisa–Lucca-vasútvonalhoz, amelyet egy másik társaság 1846. szeptember 20-án nyitott meg, és ezzel új útvonalat nyitott Firenzéből Pisába Pistoia és Lucca érintésével. A Maria Antonia és a Leopolda vonalak 1860-ig külön voltak Firenzében, annak ellenére, hogy állomásaik mindössze egy kilométerre voltak egymástól. Valójában először Luccán és Pisán keresztül kötötték össze őket.
A mérnöki munkálatok nagyon egyszerűek voltak és nélkülözték a jelentős építményeket, mivel ez volt a legkevésbé fontos vonal a nagyhercegségben. Nagy jelentőségre 1864-ben tett szert, amikor a Porrettana-vasút megnyitásával a Pistoia-tól keletre eső szakasz a Bologna-Firenze fővonal szerves részévé vált.
1890-ben megnyitották a Luccától Viareggióig tartó szakaszt.
1934-ben a Bologna-Firenze Direttissima megnyitásával, amely a Maria Antonia vonalat Pratóban hagyta, a Pratóból Pistoiába tartó vonal és annak Luccába tartó folytatása másodlagos szerepre szorult; hasonlóképpen a Porrettana vonal szerepe is jelentősen csökkent.

## Jelenlegi helyzet
A Firenze és Prato közötti vonalat az elmúlt években négyvágányúvá építették át. 2009 decemberében megnyílt az új Bologna–Firenze nagysebességű vasútvonal, amely a Maria Antonia vasúttal való új csomóponttól Firenze Castello vasútállomás közelében található, csökkentve a Castello és Prato közötti forgalmat.
A kormány 2008. november 17-én jóváhagyta a Lucca és Pistoia közötti szakasz kétvágányúsítási tervét, amelynek becsült költsége 257 millió euró. Ez kezdetben a Pistoia és Montecatini Terme közötti szakasz kétvágányúvá történő átépítését jelenti. Ezután a Serravalle-hágón átvezető vonalat egy új, kétvágányú alagúttal építik át, a jelenlegi egyvágányú alagút elhagyásával. Végül a Montecatini és Lucca közötti szakasz válik kétvágányúvá. Montecatiniben egy földalatti állomást is terveznek, hogy a vonal az egész falu alatt haladhasson keresztül. Ha mindez elkészül, akkor a vonalon naponta több mint 28 vonat fog közlekedtetni mindkét irányba, beleértve óránként két gyorsvonatot is.